# 13 Lyncis
13 Lyncis är en orange jättestjärna i stjärnbilden Lodjuret. Stjärnans har  visuell magnitud +5,34 och är således synlig för blotta ögat vid god seeing.